# Ла-Рош-сюр-Йон, Шарль де Бурбон
Шарль де Бурбон-Монпансье (1515 — 10 октября 1565, Бопрео) — французский аристократ, 2-й принц де Ла-Рош-сюр-Йон (1520), герцог де Бопрео (1562).

## Биография
Принц крови из династии Бурбонов. Младший сын Людовика де Бурбона (1473—1520), 1 принца де Ла-Рош-сюр-Йона, и Луизы де Бурбон (1482—1561), 1 герцогини де Монпансье. Старший брат — Людовик III де Монпансье, 2 герцог де Монпансье.
Вместе со старшим братом Луи участвовал в военных действиях против Священной Римской империи в Провансе (1536), Артуа (1537), Руссильоне (1542) и Шампани (1544). Был взят в плен при Шалон-сюр-Марне. После освобождения Шарль де Бурбон участвовал в обороне Меца (1552 год) от армии Карла V.
Во время религиозных войн во Франции Шарль де Бурбон, 2-й принц де Ла-Рош-сюр-Йон, служил в королевской армии и принимал участие в осадах Буржа, Руана (1562). Приближённый французской королевы Екатерины Медичи, он, в отличие от своего брата, был умеренным католиком и находился в оппозиции к Гизам.
Полученная им от жены сеньория Бопрео жалованной грамотой Генриха II, данной в феврале 1554 и зарегистрированной парламентом 4 июля 1555, была возведена в ранг маркизата, а грамотой Карла IX, данной в Венсенском лесу в июне 1562 и зарегистрированной 21 января 1563, маркизат Бопрео был возведен в ранг герцогства.

## Семья
Жена (1544): Филиппа де Монтепедон, дама де Бопрео, Шемийе, Пассаван (ум. 12.04.1578), дочь Жоашена де Монтепедона, барона де Шемийе, и Жанны де Ла-Э, вдова маршала Франции Рене де Монжана
Дети:
- Анри де Бурбон (1545—1560), маркиз де Бопрео
- Жанна де Бурбон (1547—1548)